# Фридман, Фанни
Фанни Фридман (имя при рождении: Фрэнсис Фридман) — эсвантийский врач и политический деятель. Первая женщина в истории Эсватини, занявшая пост министра и ставшая первой женщиной-сенатором в своей стране с 1987 по 1993 год.

## Биография
Родилась 21 июня 1926 года. Фанни Фридман работала врачом в нескольких больницах Эсватини и участвовала в работе нескольких неправительственных организаций. Она выступала за укрепление охраны материнского здоровья в своей стране. В 1994 году она написала предисловие к книге «Современные проблемы охраны материнского здоровья в Африке».
В 1968 году была назначена главным секретарем в Министерстве здравоохранения. Она занимала должность директора службы здравоохранения и была выпускницей медицинского факультета Университета Кейптауна, Южная Африка. Она была членом руководящего органа Всемирной организации здравоохранения (ВОЗ) и регионального комитета Всемирной ассамблеи здравоохранения. В 1975 году Фридман была удостоена стипендии ВОЗ для изучения общественного здравоохранения, ее программа MPH проходила в Бельгии в течение 6 месяцев и в Голландии в течение 6 месяцев.
Была членом парламента в период 1983 по 1987 год, и сенатором с 1987 по 1997 год. В ноябре 1987 года она стала первой женщиной в истории своей страны, занявшей пост министра после того, как была назначена главой Министерства здравоохранения. Она покинула эту должность в 1993 году.
Фридман была первой женщиной-врачом из Свазиленда, которая также специализировалась в области общественного здравоохранения, а также первой женщиной-министром в истории своей страны.
В 2018 году Фридман была представлена в онлайн-издании «Портрет женщины из Свазиленда: 50 женщин, 50 лет», посвященном ее достижениям и вкладу в общество Эсватини.